# Hoplothrips beachae
Hoplothrips beachae är en insektsart som först beskrevs av Harold R. Hinds 1902.  Hoplothrips beachae ingår i släktet Hoplothrips och familjen rörtripsar. Inga underarter finns listade i Catalogue of Life.